# 富蝶邨公共運輸總站
富蝶邨公共運輸總站（英語：Fu Tip Estate Public Transport Terminus）是位於香港新界大埔區彩蝶街，富蝶商場地下。

## 歷史
- 2024年2月28日：九巴72K線投入服務，惟此站於富蝶邨第二期入伙初期未能同步啟用，72K線需於此站外的路邊停車灣設置臨時巴士總站。

- 2024年7月12日：此站之禁區範圍生效，同年7月14日此站啟用，九巴72K線及新界專綫小巴24線同步遷入，九巴74及271A線亦於翌日投入服務。[1]

## 總站路線資料（巴士）

### 九龍巴士72K線
- 富蝶總站 ↺ 太和

2024年2月28日投入服務，途經富亨邨、汀角路及大埔舊墟。

### 九龍巴士72X線
- 富蝶總站 ↔ 旺角（柏景灣）

於1985年9月26日開辦，2024年11月24日由大埔中心巴士總站延伸至本站，途經大埔墟、廣福邨、吐露港公路、獅子山隧道、九龍塘、旺角及大角咀。

### 九龍巴士74線
- 富蝶總站 ↔ 油塘

2024年7月15日投入服務，途經富亨邨、大埔舊墟、白石角、香港科學園、大老山隧道、九龍灣商貿區及觀塘商貿區，只限平日繁忙時間服務。

### 九龍巴士271A線
- 富蝶總站 ↔ 尖沙咀東（麼地道）

2024年7月15日投入服務，途經那打素醫院、大埔舊墟、青沙公路、大角咀、旺角西及尖沙咀，只限平日繁忙時間服務。

### 九龍巴士272P線(特別班次)
- 富蝶總站 ↔ 葵興站

### 過海隧道巴士307P線(特別班次)
- 大埔（富蝶） ↔ 天后站

### 過海隧道巴士907C線
- 大埔（富蝶） → 灣仔（會展）（上午班次）
金鐘站 → 大埔（富蝶）（下午班次）

## 總站路線資料（專線小巴）

### 新界區專線小巴24線
- 富蝶邨↺廣福道

循環來往富蝶邨及廣福道，途經大埔中心，由鴻偉創展營運

## 車坑分佈
| 車坑分佈（以入口最左邊起計） | 車坑分佈（以入口最左邊起計） | 車坑分佈（以入口最左邊起計）  |
| 車坑編號                     | 座向                         | 路線                          |
| ---------------------------- | ---------------------------- | ----------------------------- |
| 1                            | 雙坑                         | 九龍巴士72K、74、271A、272P線 |
| 2                            | 雙坑                         | 九龍巴士72X線                 |
| 3                            | 雙坑                         | 專綫小巴24線                  |
| 4                            | 路邊停車灣                   | 過海隧道巴士307P、907C線      |